# Marie-Sissi Labrèche
Pour les articles homonymes, voir Labrèche et Sissi.
 (avril 2024).
Marie-Sissi Labrèche (née à Montréal le 23 octobre 1969) est une écrivaine québécoise.

## Biographie
Marie-Sissi Labrèche nait le 23 octobre 1969, dans le quartier Centre-Sud, dans l'est de Montréal.
Elle commence des études dans diverses directions avant d'obtenir finalement une maîtrise en création littéraire sur le roman, et en particulier l'auto-fiction, à l'Université du Québec à Montréal.
Elle est aussi journaliste jusqu'en 2008 et pigiste pour des magazines, notamment pour le magazine Clin d’œil. Ses nouvelles sont publiées dans des revues littéraires québécoises (Stop, XYZ, Nouvelles fraîches).
En 1999, elle remporte le premier prix des Grands Prix Société Radio-Canada des scénaristes, nouvellistes et poètes pour sa nouvelle Dessine-moi un mouton.
Son premier roman, Borderline, est fort remarqué par la critique. Il est traduit en allemand, en russe, en néerlandais et en grec. Ce roman d'autofiction dépeint l'enfance de l'autrice et son rapport difficile avec sa mère. Elle est aussi coscénariste du film Borderline adapté de ses deux premiers romans (production Max Films).
Elle est aussi l'auteure d'une longue fiction, Montréal et moi (2004).
En février 2025, en collaboration avec le dessinateur Didier Loubat, parait son premier album jeunesse, La pirate.

## Honneurs
- 1997 – Prix décerné par la revue Nouvelles fraîches, J'ai dix doigts
- 1999 – Prix littéraires Radio-Canada, Dessine-moi un mouton
- 2009 – 29th Genie Award, screenplay Adapted Screenplay avec Lyne Charlebois, Borderline

## Œuvres
- Borderline, Éditions Boréal, 2000Réédité en avril 2003, traduit en allemand, grec, russe, et néerlandais
- La Brèche, Éditions Boréal, 2002[7]
- Montréal, la marge au cœur, Éditions Autrement, 2004
- La Lune dans un HLM, Éditions Boréal, 2006
- Psy malgré moi, Éditions de La Courte Échelle, coll. « Epizzod », 2009
- Amour et autres violences, Éditions Boréal, 2012
- La Vie sur Mars, Leméac Éditeur, 2014
- « Ça va aller », dans Folles frues fortes, Éditions Tête première, coll. « Tête dure », 2019, p. 39–52
- 225 milligrammes de moi, Leméac Éditeur, 2021
- Un roman au four, Léméac Éditeur, 2025

## Traductions
- (de) Borderline (trad. Hinrich Schmidt-Henkel), Munich, Kunstmann, 2004
- (de) ER [« La brèche »] (trad. Hinrich Schmidt-Henkel), Munich, Antje Kunstmann, 2004 (ISBN 388897349X)(de) ER, Munich, BVT, 2006 (ISBN 3833302933)